# Вурден
Вурден (хол. Woerden) је град у Холандији, у покрајини Утрехт. Будући да се налази између четири највећа града Холандије - Амстердама, Ротердама, Хага и Утрехта - Вурден је добро повезан са осталим деловима земље, и најпогодније је место за живот оних који раде у неком од поменутих градова, а не желе да живе у метрополи. Према процени из 2014. године, у граду живи 50.607 становника. Иако је градска права добио тек 1372. године, град је и до тад уживао изузетно богату средњовековну историју.

## Партнерски градови
- Штајнхаген